# الکساندر پورتر (دوچرخه‌سوار)

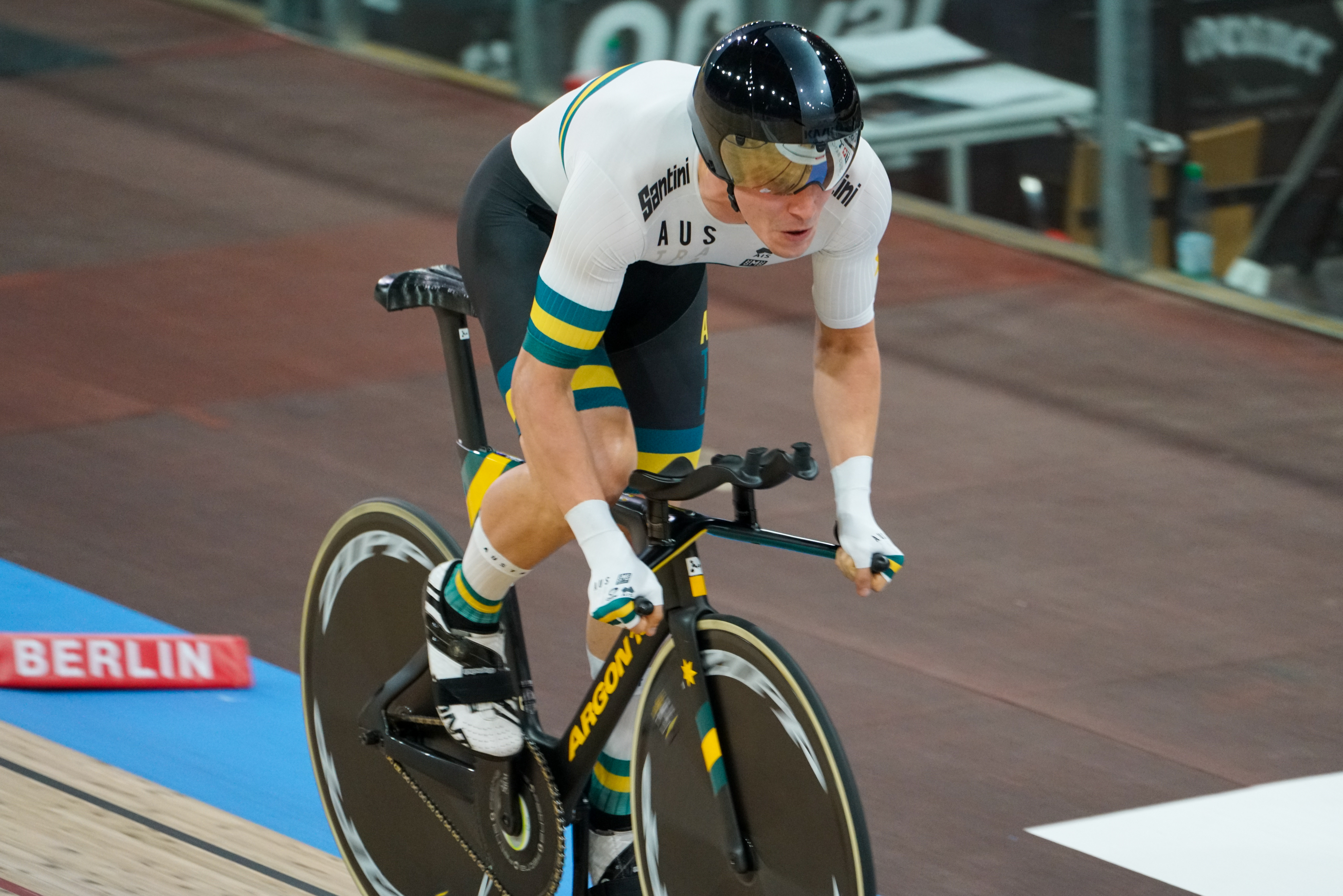
الکساندر پورتر در سال ۲۰۲۰

الکساندر پورتر (انگلیسی: Alexander Porter؛ زادهٔ ۱۳ مهٔ ۱۹۹۶) دوچرخه‌سوار اهل استرالیا است.
وی در مسابقات کشوری و بین‌المللی در مجموع برندهٔ ۳ مدال طلا شده‌است.